# Fraternidad Obrera Alemana

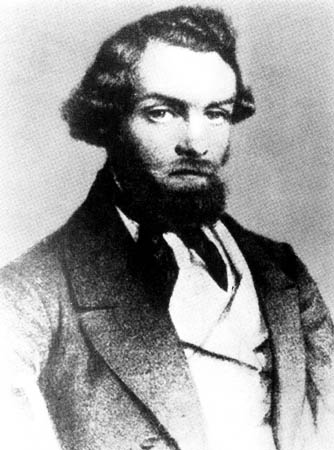
Stephan Born.

La Fraternidad Obrera Alemana (Allgemeine Deutsche Arbeiterverbrüderung) fue una organización obrera alemana fundada en Berlín en septiembre de 1848 tras el triunfo de la Revolución de Marzo. Su principal promotor fue Stephan Born quien a diferencia de Karl Marx y de la Liga de los Comunistas, de la que sin embargo era miembro, defendió el ideario reformista y la alianza con las fuerzas progresistas democráticas. Como el resto de las organizaciones obreras de Prusia y de los otros Estados alemanes, fue prohibida en 1854, aunque aún mantuvo cierta actividad clandestina.

## Historia
Al estallar la Revolución de Marzo de 1848 en los Estados alemanes, Karl Marx, líder de la Liga de los Comunistas, viajó inmediatamente de París a Maguncia y luego a Colonia donde comenzó a editar a partir de junio el diario Neue Rheinische Zeitung (Nueva Gaceta Renana). Casi al mismo tiempo otro miembro de la Liga, Stephan Born, fundaba en Berlín la Fraternidad Obrera Alemana (Allgemeine Deutsche Arbeiterverbrüderung).
Al congreso fundacional de la Fraternidad Obrera celebrado a principios de septiembre de 1848 asistieron delegados de 31 sociedades obreras (Arbeiterverein) y la «central» de la organización se situó en Leipzig. La Fratenidad se extendió por las principales ciudades de Prusia, Sajonia, Franconia y Würtemberg, y también por algunos medios rurales, llegado a alcanzar los 18.000 afiliados, lo que la convirtió en la principal organización obrera de la Europa continental.
La Fraternidad celebró varios congresos. El primero fue en Leipzig, tres meses después de su fundación, y en él se reivindicó el sufragio universal. El segundo congreso se celebró en Heidelberg en enero de 1849. En Leipzig se empezó a publicar el periódico Die Verbrüderung ('La Fratenidad') dirigido por Born, que más adelante fue sustituido por su amigo Franz Schwenniger, en el que defendió la vía reformista con el objetivo de mantener la unidad del movimiento revolucionario, es decir, la alianza de la clase obrera con la pequeña burguesía y la burguesía media democráticas —en Würtemberg, por ejemplo, la Fraternidad colaboró estrechamente con el Volkspartei ('Partido del Pueblo') pues a la democracia le correspondía «transformar las instituciones políticas en el sentido de los intereses de las clases oprimidas»—. Por esa misma razón rechazaba el recurso a la violencia para alcanzar sus objetivos:

Nuestros hermanos, los trabajadores, deben saberlo; rechazamos toda insurrección y protestamos contra todo desorden. No queremos fomentar conjuras contra los gobiernos, sino tan sólo que se nos conceda nuestro lugar en la patria común.

Sin embargo, cuando la Fraternidad vio en peligro los avances alcanzados se sumó al levantamiento de mayo de 1849 en defensa de la amenazada Asamblea de Frankfurt y de la Constitución del Reich aprobada por ella. Así lo justificaba Swenninger en las páginas de Die Verbrüderung:

Aunque es cierto que la Constitución del Reich no es la solución para nosotros, por lo menos nos proporciona un arma con la que obtener ventajas… Si abandonamos nuestros derechos, Alemania quedará bajo el yugo de los cosaco. La decisión se encuentra en el sable.

Poco después la Fraternidad celebró un congreso clandestino en Leipzig que nombró un comité directivo de cinco miembros, pero el periódico Die Verbrüderung fue cerrado, aunque en Hannover comenzó a publicarse el periódico Deutsche Arbeiterhalle, dirigido por Ludwig Stechan —un miembro de la Liga de los Comunistas—, que alcanzó una importante audiencia entre los medios obreros del norte de Alemania y que sostuvo unas posiciones más radicales que las de Die Verbrüderung. En su primer número se decía:

¡Obreros!, los gobiernos toleran que las clases trabajadoras luchen en cierta medida contra la situación de la que son víctimas, pero bloquean esos esfuerzos en el momento en que su poderío político es amenazado… El poder político debe pasar a la colectividad, y no debe estar en manos de una minoría.

Finalmente a partir de 1850 la Fraternidad fue prohibida y sus secciones clausuradas por orden de los gobiernos de Prusia, de Sajonia, de Baviera y de Würtemberg y en 1854 fueron disueltas todas las organizaciones obreras. Sin embargo, algunas agrupaciones continuaron actuando en la clandestinidad.